# (3588) Kirik
(3588) Kirik és un asteroide pertanyent al cinturó exterior d'asteroides descobert el 8 d'octubre de 1981 per Liudmila Ivànovna Txernikh des de l'Observatori Astrofísic de Crimea, a Naúchni.
Inicialment es va designar com a 1981 TH4. Posteriorment, el 1988, va ser anomenat en honor del monjo rus Kirik de Nóvgorod (1110-h.1156).
Orbitalment està situat a una distància mitjana de 3,228 ua del Sol, podent acostar-s'hi fins a 2,601 ua i allunyar-se'n fins a 3,854 ua. Té una inclinació orbital de 6,373 graus i una excentricitat de 0,1942. Triga a completar una òrbita al voltant del Sol 2118 dies. La magnitud absoluta de Kirik és 12.